# Srusuhjurutengah
Srusuhjurutengah is een bestuurslaag in het regentschap Kebumen van de provincie Midden-Java, Indonesië. Srusuhjurutengah telt 1153 inwoners (volkstelling 2010).